# Крайние точки Литвы
Крайние точки Литвы — точки, которые находятся дальше на север, юг, восток или запад, чем любое другое место, а также самые высокие и самые низкие точки.

## Широта и долгота
- Северная точка: около бывшей деревни Лемкине на берегу Нямунелиса в муниципалитете Биржайского района.[1]

- Южная точка: в Варенском районе, самый южный населённый пункт Литвы — в кадастровой территории села Мустейка[1]. Самая южная населенная местность — в селе Ашашнинкай того же района.

- Восточная точка: около села Восюны в Игналинском районе.[1]

- Западная точка: Куршская коса около Ниды.[1]

## Высота
Самая высокая точка — гора Аукштояс (294 м.).
Самая низкая точка — остров Русне (-0.27 м).